# Idas
In de Griekse mythologie is Idas (Oudgrieks Ἴδας (Ídas)) de zoon van Aphareus en Arene en de broer van Lynceus. In de Ilias van Homeros is Idas samen met zijn broer een van de argonauten, die Jason hielpen bij zijn heldendaden. Idas en Lynceus komen onder meer voor in de Calydonische jacht en de queeste om het Gulden Vlies.
Sommige bronnen suggereren dat Idas een zoon was van Poseidon.
Idas wordt door Homeros beschreven als "de sterkste van alle mannen op aarde" en was bovendien zo moedig dat hij het zelfs tegen de god Apollo durfde opnemen in een strijd om de nymf Marpessa. Zeus moest tussen de twee rivalen, Idas en de god Apollo, komen en vroeg de nymf te kiezen tussen de sterfelijke en de god. Marpessa koos voor Idas en samen kregen ze een dochter, Cleopatra.
Idas en Lynceus waren de neven van het bekendere duo Castor en Polydeuces/Pollux (de Dioscuren). Aanvankelijk waren de vier neven onafscheidelijke vrienden en ze vochten vaak zij aan zij als argonauten, maar door een ruzie kwamen ze op de onsterfelijke Polydeuces na allemaal om het leven.
De vier neven hadden op een rooftocht in Arcadia een kudde runderen weten te bemachtigen. Idas moest de buit eerlijk verdelen en hij kwam op het idee om één stier in 4 gelijke stukken te verdelen. De eerste die zijn stuk kon verorberen, kreeg de helft van de kudde en de andere helft was voor de tweede. Idas was als snelste klaar met zijn portie en hielp daarna zijn broer Lynceus, waarop de broers de hele kudde claimden. De dioscuren, Castor en Polydeucus, bleven met lege handen achter en waren zo kwaad dat ze zonnen op wraak. Bij een inval op Messenië ontvoerden ze Phoebe en Hilaira, de mooie dochters van Leucippus, waar Idas en Lynceus verloofd mee waren, en huwden met hen. Volgens sommige bronnen waren de dochters van Leucippus geen verloofden, maar familie van Idas en Lynceus.
Hoe dan ook wilden nu Idas en Lynceus wraak en ze gingen op zoek naar Castor en Polydeuces. Lynceus, wiens naam betekent “oog van de lynx”, had een ontzettend scherp zicht en ontdekte al snel waar de Dioscuren zich ophielden. 
Idas doodde Castor met een zware werpspeer, waarop een woedende Polydeuces Lynceus doorspiesde met een lans. Wat volgde was een vermetele strijd tussen de onsterfelijke Polydeuces en Idas, allebei erop gebrand de dood van hun broer te wreken. Opnieuw moest Zeus tussenbeide komen, en de god bracht Idas om het leven met een bliksemstraal.